# Glacier Peak, Washington
Glacier Peak (känd på Sauk-dialekten Lushootseed som "Tda-ko-buh-ba" eller "Takobia") är den mest otillgängliga av de fem stora stratovulkanerna i Cascade Volcanic Arc i delstaten Washington i nordvästra USA. 
Vulkanen ligger inne i vildmarksområdet Glacier Peak Wilderness och är svår att urskilja från kringliggande bebodda trakter. Som en följd av det är berget i stor utsträckning outforskat och man har inte så mycket kunskap om det jämfört med andra vulkaner i området.